# Belalcázar
Belalcázar település Spanyolországban, Córdoba tartományban. Belalcázar Hinojosa del Duque, Monterrubio de la Serena, Cabeza del Buey és El Viso községekkel határos. Lakosainak száma 3099 fő (2024).

## Népesség
A település népessége az elmúlt években az alábbi módon változott:
| Lakosok száma | 3743 | 3602 | 3567 | 3466 | 3449 | 3427 | 3391 | 3255 | 3207 | 3099 |
|               | 2001 | 2004 | 2006 | 2009 | 2011 | 2014 | 2016 | 2019 | 2021 | 2024 |